# Ceratozetes striatus
Ceratozetes striatus är en kvalsterart som beskrevs av Hammer 1958. Ceratozetes striatus ingår i släktet Ceratozetes och familjen Ceratozetidae. Inga underarter finns listade i Catalogue of Life.